# CJ Abrams
Paul Christopher Abrams (Alpharetta, Georgia, 3 de octubre de 2000), más conocido como CJ Abrams, es un jugador profesional estadounidense de béisbol que se desempeña en la posición de campocorto en Washington Nationals, equipo de las Grandes Ligas de Béisbol (MLB).

## Carrera
Abrams hizo su debut en la MLB con el equipo San Diego Padres, en el cual jugó una temporada (2022), después pasó a Washington Nationals, donde lleva jugando tres temporadas.